# Stigmatomma denticulatum
Stigmatomma denticulatum es una especie de hormiga del género Stigmatomma, familia Formicidae. Fue descrita científicamente por Roger en 1859.
Se distribuye por Costa de Marfil, Israel, Turquía, Turkmenistán, Albania, Bulgaria, Croacia, Grecia, Italia, Malta y Rumania. Se ha encontrado a elevaciones de hasta 950 metros. Vive en microhábitats como rocas, piedras y matorrales.